# Фахад Ал-Мирдаси
Фахад Ал-Мирдаси (на арабски: فهد المرداسي) е бивш футболен съдия от Саудитска Арабия.

## Кариера
Ал-Мирдаси е роден в столицата Рияд на 16 август 1985 г.
През 2015 г. е съдия на турнира за купата на Азия. Ръководи 4 мача, включително и финала, на Световното първенство по футбол за младежи през 2015 г.
Ал-Мирдаси ръководи футболни мачове на Летните олимпийски игри в Бразилия през 2016 г. Ръководи и мача между Швеция и Колумбия в груповата фаза, който завършва с резултат 2 – 2.
През 2017 г. ръководи мачове за Купата на конфедерациите.
През 2018 г. е наказан доживот от футболната федерация на Саудитска Арабия заради опит за корупция. Признава за опита за корупция, като е разпитан от полицията.
Преди наказанието ФИФА избира Ал-Мирдаси да ръководи мачове на Световното първенство по футбол 2018, но на 30 май 2018 г. е обявено, че той и неговите помощници се оттеглят от участие в турнира.